# Рікардо Осоріо
Рікардо Осоріо (ісп. Ricardo Osorio, нар. 30 березня 1980, Уахуапан-де-Леон) — мексиканський футболіст, що грав на позиції захисника.
Виступав на батьківщині за клуби «Крус Асуль», «Монтеррей» та «Керетаро», крім того грав за німецький «Штутгарт», а також національну збірну Мексики. У складі збірної — дворазовий володар Золотого кубка КОНКАКАФ.

## Клубна кар'єра
У дорослому футболі дебютував в чемпіонаті Мексики в сезоні 2001/02 за «Крус Асуль» у матчі проти «Атланте» (3:1). В рідній команді провів чотири з половиною сезони, взявши участь у 124 матчах чемпіонату. Більшість часу, проведеного у складі «Крус Асуль», був основним гравцем захисту команди.
Після вдалого виступу на чемпіонаті світу 2006 року Рікардо перебрався в німецький «Штутгарт». Контракт був підписаний на чотири роки, сума трансферу — 4 мільйони євро. 16 лютого 2007 року Осоріо забив свій перший м'яч за «швабів». У матчі проти франкфуртського «Айнтрахта» Рікардо вразив ворота на 44-й хвилині, в підсумку матч завершився перемогою «Штутгарта» з рахунком 4:0. В тому ж сезоні Осоріо допоміг клубу виграти чемпіонат Німеччини. Всього відіграв за штутгартський клуб наступні чотири сезони своєї ігрової кар'єри. За цей час виборов титул чемпіона Німеччини.
5 липня 2010 року уклав контракт з клубом «Монтеррей». У своєму дебютному сезоні захисник виграв Апаратуру 2010, перемігши клуб «Сантос Лагуна» в фіналі. Вони також тричі поспіль виграли Лігу чемпіонів КОНКАКАФ. Крім того протягом сезону 2014/15 років на правах оренди захищав кольори клубу «Керетаро». Завершив професійну ігрову кар'єру у клубі «Монтеррей» у 2016 році.

## Виступи за збірну
Не маючи у своєму активі жодного матчу у складі національної збірної Мексики, Осоріо був включений у заявку на Золотий кубок КОНКАКАФ 2003 року у США та Мексиці. Саме там 13 липня 2003 року Рікардо дебютував у матчі-відкритті проти Бразилії (1:0). В підсумку Рікардо став основним гравцем на турнірі, здобувши того року титул континентального чемпіона.
В подальшому Осоріо зіграв ще у трьох Золотих кубків КОНКАКАФ — та 2005, 2007 та 2011 року, вигравши останнього разу ще один титул континентального чемпіона. Крім того Рікардо зі збірною був учасником Кубка Америки 2004 року у Перу, Кубка конфедерацій 2005 року у Німеччині, а також двох чемпіонатів світу — 2006 року у Німеччині та 2010 року у ПАР.
Протягом кар'єри у національній команді, яка тривала 9 років, провів у формі головної команди країни 82 матчі, забивши 1 гол.

## Титули і досягнення
- Чемпіон Німеччини (1):

«Штутгарт»: 2006–07
- Чемпіон Мексики (1):

«Монтеррей»: Апертура 2010
- Переможець ліги чемпіонів КОНКАКАФ (3):

«Монтеррей»: 2011, 2012, 2013
- Володар Золотого кубка КОНКАКАФ (2):

Мексика: 2003, 2011
- Срібний призер Золотого кубка КОНКАКАФ (1):

Мексика: 2007